# シリル・チャドウィック
シリル・チャドウィック（Cyril Chadwick、1879年6月11日 - 1955年11月3日）は、イギリスの俳優。

## 出演作品
- 嵐の娘
- アイアン・ホース
- ピーター・パン